# Giovanni Giuda Giona Battista
Giovanni Giuda Giona Battista (nome originario: Jehuda Jona Ben-Isaac) (Safad, 28 ottobre 1588 – Roma, 26 maggio 1668) è stato un ebraista e diplomatico italiano al servizio del Re di Polonia, convertito dall'ebraismo al cattolicesimo.

## Biografia
Giovanni Giuda Giona Battista nacque da genitori ebrei a Safad in Galilea, il 28 ottobre 1588. Divenuto rabbino, intraprese un lungo viaggio attraverso l'Europa, e, mentre si trovava in Polonia, si convertì al cattolicesimo. Dopo la sua conversione fu inviato dal re di Polonia in missione a Costantinopoli, dove fu arrestato come spia, e riuscì ad evitare la pena capitale solo grazie all'intervento dell'ambasciatore della Repubblica di Venezia. Successivamente andò in Italia, dove insegnò ebraico e aramaico all'Accademia di Pisa e poi alla  Propaganda a Roma. Tra i suoi allievi ebbe Giulio Bartolocci, che è in debito con il suo dotto maestro per l'idea e il piano della sua famosa Bibliotheca Magna Rabbinica. L'opera principale di Battista fu la traduzione dei Vangeli dal latino in ebraico, pubblicata, con prefazione di Clemente IX, a Roma nel 1668.